# Apollodor (Politiker aus Delos)
Apollodor(os), Sohn des Apollonios, war ein Politiker aus Kyzikos. Er war Proxenos von Delos und vor 286 v. Chr. ptolemäischer Nesiarch des Nesiotenbundes. Es ist unklar, ob er auch Verbindungen zu den Antigoniden hatte.